# Augusta Amherst Austen
Augusta Amherst Austen (Londres, 2 de agosto de 1827 – Glasgow, 5 de agosto de 1877) fue una organista y compositora inglesa, principalmente de himnos.
Austen era aborigen de Londres, y estudió en el Royal Academy of Music. Fue una organista de iglesia durante la mayor parte de su carrera activa, 1844-1848 en la Iglesia Ealing, y de 1848 a 1857 en la Capilla  Paddington. Compuso varios himnos, de los cuales uno, "St. Agnus", fue publicado por Charles Steggall Church Psalmody (1849).
Se casó con Thomas Anstey Guthrie, poco después de salir de Paddington Chapel. Uno de sus hijos, también de nombre Thomas Anstey Guthrie, se convirtió en un conocido novelista. Murió en Glasgow.